# Tulancingo de Bravo

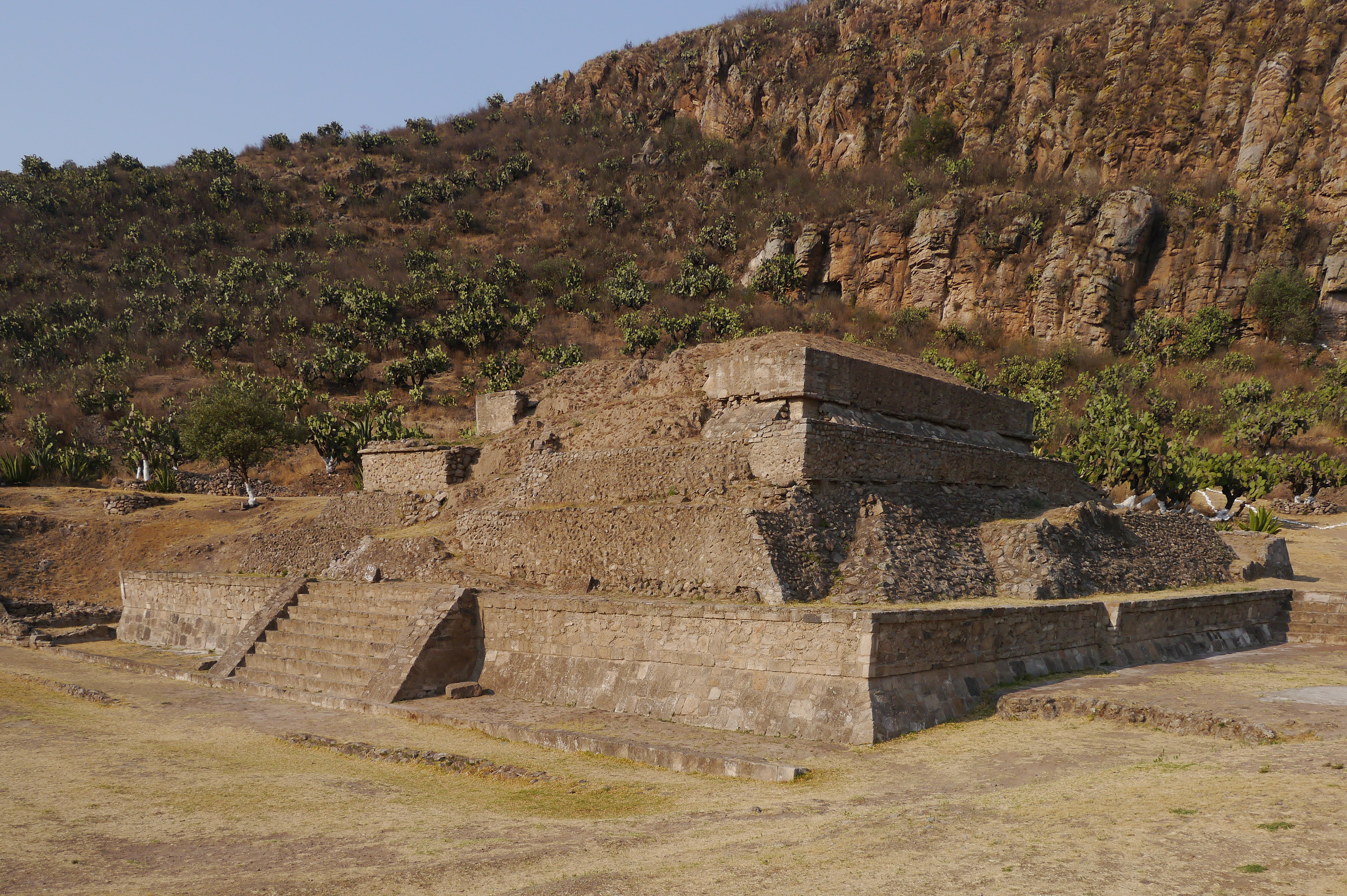
Tempelpyramide von Huapalcalco

Tulancingo de Bravo oder kurz Tulancingo ist mit ca. 110.000 Einwohnern – nach Pachuca de Soto – die zweitgrößte Stadt im mexikanischen Bundesstaat Hidalgo. Sie ist Hauptort einer Gemeinde (municipio) mit insgesamt etwa 170.000 Einwohnern und Sitz des seit 1863 bestehenden Bistums Tulancingo, welches im Jahr 2006 durch Papst Benedikt XVI. zum Erzbistum erhoben wurde.

## Lage und Klima
Die Stadt Tulancingo liegt im Südosten des Bundesstaats am Río San Lorenzo, einem Zufluss des Río Metztitlán in einem von Bergen (darunter auch der Hausberg Cerro de Tezontle) umgebenen Tal etwa 125 km (Fahrtstrecke) nordöstlich von Mexiko-Stadt in einer Höhe von ca. 2180 m. Pachuca de Soto, die Hauptstadt des Bundesstaates, befindet sich etwa 50 km westlich. Das ganz wesentlich vom Golf von Mexiko beeinflusste Klima der Stadt ist meist warm und regenreich; Regen (ca. 1500 mm/Jahr) fällt ganz überwiegend im Sommerhalbjahr.

## Bevölkerung
| Jahr      | 2000   | 2020    |
| Einwohner | 94.637 | 106.163 |

Die meisten Einwohner der Kleinstadt sind indianischer Abstammung; auch der Anteil von Mestizen ist relativ hoch. Nur noch ein kleiner Teil der Einwohner der Gemeinde spricht den regionalen Nahuatl-Dialekt; Umgangssprache ist meist Spanisch.

## Wirtschaft
In den verstreut liegenden Dörfern des Municipios wurde bis weit ins 20. Jahrhundert hinein hauptsächlich zum Zweck der Selbstversorgung produziert; auf den Feldern werden Mais, Bohnen, Gemüse und Agaven zur Herstellung von Pulque angebaut; daneben gibt es ausgedehnte Weideflächen. Die Stadt selbst hält die notwendige Infrastruktur bereit und ist Zentrum von Textil- und Möbelwerkstätten.

## Geschichte
Die Gegend war bereits in vorspanischer Zeit besiedelt, so von den Chichimeken im 12. Jahrhundert. Später kamen die Tlaxcalteken und um das Jahr 1430 die Azteken; diese  gliederten es dem Reich von Texcoco ein. Die spanische Stadtgründung erfolgte um das Jahr 1525; danach wurde die Region von Mönchen des Franziskanerordens christianisiert, die auch einen Konvent zum Zweck der Missionierung der Indios erbauten.

## Sehenswürdigkeiten
- Im Zentrum der Stadt gibt es noch mehrere Gebäude aus der Kolonialzeit.
- Die in ihrem heutigen Zustand aus der zweiten Hälfte des 18. Jahrhunderts stammende Kathedrale San Juan Bautista trägt das Patrozinium Johannes’ des Täufers.
- Zweitwichtigste Kirche von Tulancingo ist die Iglesia de Nuestra Señora de los Ángeles.

Umgebung
- Im Nordwesten der Stadt befindet sich die ehemals zum Einflussbereich von Teotihuacán und später von Tula gehörende archäologische Stätte von Huapalcalco.[2]

## Persönlichkeiten
- El Santo (1917–1984), Wrestler und Filmschauspieler. Ihm sind ein Museum und eine überlebensgroße Statue gewidmet.
- Romárico Arroyo (* 1942), Regierungsbeamter, Wirtschaftsmanager und Politiker